# Butiramida
La butiramida és l'amida de l'àcid butíric. Té la fórmula molecular C3H7CONH2. És un sòlid blanc que és lliurement soluble en aigua i etanol, però lleugerament soluble en èter dietílic. A temperatura ambient, la butiramida és un sòlid cristal·lí i, a diferència de l'àcid butíric, no té una olor desagradable i ranci.